# Stenotarsus lemniscatus
Stenotarsus lemniscatus es una especie de coleóptero de la familia Endomychidae.

## Distribución geográfica
Habita en Guatemala.